# 紅帽公司
紅帽是美國一家以開發、販售Linux套件並提供技術服務為業務內容的企業，其著名的產品為Red Hat Enterprise Linux。
1990年代末期，Linux以自由軟體且開放原始碼為號召，試圖挑戰商業且閉源的Windows在作業系統市場的霸主地位之際，Red Hat所推出的Linux系統與軟體整合套件Red Hat Linux適時回應了市場的需求，從而奠定了Red Hat在Linux業界的旗手地位。截至2008年，Red Hat仍是提供Linux整合服務的同類企業中規模最大的公司。Red Hat於1999年8月11日在纳斯达克上市，2005年12月19日纳入納斯達克100指數，2006年12月12日轉到紐約證券交易所掛牌。2018年10月28日，IBM 将以每股190美元的现金收购 Red Hat 所有已发行股份，总价值约为340亿美元。。

## 發展歷程
1993年，Bob Young成立了ACC公司，這是一家郵購公司，主要業務是出售Linux和Unix的軟件附件。 1994年，Marc Ewing創建了自己的Linux發行版，並將其命名為紅帽Linux（Ewing在就讀卡內基美隆大學期間曾經戴著一頂紅色的康乃爾大學長曲棍球帽子，這是他的祖父贈送給他的）。 Ewing於十月份發布了該軟件，其被稱為萬聖節版本。 Young在1995年收購了Ewing的企業，兩者合併成為紅帽軟件公司，由Young擔任首席執行官（CEO）。
紅帽公司於1999年8月11日上市。 Matthew Szulik在當年12月接替Bob Young出任CEO。
1999年11月15日，紅帽公司收購了Cygnus Solutions公司。 Cygnus公司為免費軟件提供商業支持，並擁有GNU調試器及GNU Binutils等GNU軟件產品的維護人員。 Cygnus公司的創始人之一Michael Tiemann成為紅帽公司的首席技術官（CTO），並於2008年出任開源事務副總裁。後來，紅帽公司又收購了WireSpeed公司、C2Net公司以及Hell's Kitchen Systems公司。
2000年2月，《InfoWorld》連續第四年將其“年度操作系統產品獎”授予紅帽Linux 6.1。2001年，紅帽公司收購了Planning Technologies公司，並於2004年收購了AOL的iPlanet目錄和證書服務器軟件。
2002年2月，紅帽公司將其總部從德罕遷移至北卡羅來納州羅利市北卡羅萊納州立大學的Centennial校區。次月，紅帽公司推出了紅帽Linux高級服務器，後來改名為Red Hat Enterprise Linux（RHEL）。 Dell、IBM、HP以及Oracle公司均宣布支持該平台。
2005年12月，《CIO Insight》（CIO洞察）雜誌舉辦了其年度“廠商價值調查”。在該調查中，紅帽公司連續第二年位居第一。 2005年12月19日，紅帽公司的股票成為納斯達克100指數成份股。
2006年6月5日，紅帽公司收購了開源中間件供應商JBoss公司，後者成為紅帽公司的一個部門。 2006年9月18日，紅帽公司發布了紅帽應用棧（Red Hat Application Stack），其集成了JBoss技術，並通過了其他知名軟件廠商的認證。 2006年12月12日，紅帽公司的股票交易從那斯達克（RHAT） 轉移至紐約證券交易所（RHT）。 2007年，紅帽公司收購了MetaMatrix，並與Exadel達成協議分發其軟件。
2007年3月15日，紅帽公司發布了Red Hat Enterprise Linux 5，並在六月份收購了Mobicents。 2008年3月13日，紅帽公司收購了Amentra，這是一家系統集成服務供應商，提供服務導向型架構、業務流程管理、系統開發以及企業數據服務。 Amentra作為一家獨立公司開展運作。
2009年7月27日，紅帽公司取代CIT集團成為標準普爾500指數成分股，該指數是反映美國經濟狀況的500家領先企業的多元化指數。這被認為是Linux發展道路上的一個重要里程碑。
2011年1月10日，紅帽公司宣布將分兩個階段擴大其總部，為羅利市的運營部門增加540名員工，並投資超過1.09億美元。北卡羅萊納州將提供高達1500萬美元的激勵。第二個階段涉及到“進軍新的技術領域，例如軟件可視化以及技術雲計算產品。”
2011年8月25日，紅帽公司宣布將其約600名員工從北卡羅來納州立大學Centennial校區遷移至市中心的Two Progress Plaza（兩個進度廣場）。 2013年6月24日，在重新掛牌的紅帽公司總部舉行了隆重的剪彩儀式。
2012年，紅帽成為首家收入達到十億美元的開源公司，該財年的年收入達到11.3億美元。
2012年6月27日，紅帽公司宣布從應用軟件廠商Progress Software那裡收購FuseSource。紅帽公司此次收購FuseSource是為了“加快向企業用戶提供應用集成產品服務的步伐”。這表明Red Hat認為開源軟件及服務的企業市場仍然有可拓展的空間及潛力，他們能夠從以收費軟件為生的傳統企業手中奪取市場。
2012年8月28日，紅帽公司宣布收購由PolymitaTechnologiesS.L開發的業務流程管理（簡稱BPM）技術。本次收購加快了紅帽公司進軍業務流程管理領域的步伐，強化了旗下的JBoss企業中間件與軟件產品整合的能力。
2012年12月20日，紅帽公司斥資1.04億美元收購雲管理軟件廠商ManageIQ，這也意味著IT專家不能再猛烈的攻擊雲廠商說沒有一個異構、混合、一體化的IaaS管理平台了。 ManageIQ的EVM軟件將會同紅帽的CloudForms雲中間件平台組合，紅帽和ManageIQ執行表示這將會增加策略式的雲管理、編制以及退款（chargeback）。
2014年1月7日，紅帽公司收購CentOSProject。
2014年4月30日，紅帽公司以1.75億美元的價格將Ceph的企業級產品提供商Inktank收入囊中，以將Inktank的存儲產品整合在其基於GlusterFS（紅帽在2011年10月份斥資1.36億美元收購Gluster）的存儲產品中。
2014年6月18日，紅帽公司收購開源雲計算服務提供商eNovance。 eNovance的優勢在於系統集成能力和工程人才，加上紅帽在OpenStack領域的投入，兩者的聯合將滿足企業對OpenStack諮詢、設計及部署的更多需求。
2014年9月18日，紅帽公司收購領先的企業移動應用平台提供商FeedHenry。 FeedHenry將進一步擴展紅帽的應用開發與集成、以及PaaS解決方案產品系列，幫助紅帽推進公有和私有環境中的移動應用開發。
2018年10月28日，紅帽公司和IBM達成最終協議，以每股190美元的價格收購紅帽公司的所有股份，總價值約為340 億美元。
2019年7月9日，IBM宣布以每股190美元、總值340億美元的價碼，完成對Linux作業系統發行商Red Hat的收購。

## 产品介绍
红帽产品涉及5大技术领域：云计算、存储、虚拟化、中间件、操作系统。

### 云计算
（1）红帽企业Linux OpenStack平台
红帽企业OpenStack平台是最大型且增长最快的开源云基础架构项目，可为用户的机构提供大型可扩展框架，以根据标准x86硬件和现有虚拟化系统管理程序技术构建自动化私有基础架构即服务(IaaS)云。
（2）红帽OpenShift
OpenShift是红帽公司推出的企业级平台即服务产品（PasS），开发人员可以用它来构建和发布web应用。OpenShift广泛支持多种编程语言和框架，如Java，Ruby和PHP等。另外它还提供了多种集成开发工具如Eclipse integration，JBoss Developer Studio和Jenkins等。OpenShift基于一个开源生态系统，为移动应用和数据库服务等，提供支持。
（3）红帽CloudForms （混合云管理平台）
红帽CloudForms允许用户创建并管理基础架构即服务(laaS)混合云，以可管理、可监管的安全方式为用户提供自助服务计算资源。CloudForms结合了综合应用程序生命周期管理和从最大范围的计算资源创建开放混合云的能力，对IaaS云市场进行了重新定义。它还提供了多种异构虚拟化平台内的可移动并可扩展至公共云。
（4）红帽云基础架构（Cloud Infrastructure）
红帽云基础架构是一款套装软件，致力于为企业顺利从传统数据中心虚拟化迁移到OpenStack云端环境提供全面的解决方案。借助红帽云基础架构，用户可以在单一平台同步管理虚拟化与OpenStack环境。

### 存储
（1）红帽Inktank Ceph Enterprise为部署公有云或私有云的企业（包括许多OpenStack的早期采用者）提供了对象和数据块存储软件。红帽Ceph Enterprise的加入，丰富了红帽存储产品，为用户带来更加全面的开源软件定义的跨对象、数据块和文件系统的存储解决方案。
（2）红帽存储服务器（Red Hat Storage Server）的先进性能可充分适应数据密集型企业的任务负载，满足包括大数据、运营分析、企业文件共享与协同等在内的数据处理。凭借其得到广泛认可的任务负载解决方案，红帽存储服务器能够令企业有效管理内部数据，从而控制成本，提升企业的响应能力和运营效率。

### 虚拟化
红帽企业虚拟化产品提供了先进的开源企业虚拟化功能，使客户能够优化传统的虚拟化任务负载，为通过OpenStack实现云部署提供一个入口。红帽企业虚拟化帮助企业客户实现传统虚拟化基础架构的流线化和优化，同时为私有云能力奠定了基础。

### 中间件
红帽JBoss中间件通过提供快速构建将人员、流程和信息连接在一起的系统所需的工具，来帮助组织发展其中间件基础架构。红帽JBoss中间件主要产品有红帽JBoss企业应用平台、JBoss Web服务器、JBoss 数据网格、JBoss 开发人员工作室、JBoss门户、JBoss运营网络，JBoss Fuse （企业服务总线-ESB)，JBoss A-MQ（消息中间件）、JBoss数据虚拟化、JBoss Fuse Service Works、JBoss BRMS，JBoss BPM套件等。

### 操作系统
（1）红帽企业Linux
红帽企业Linux不但奠定了开放混合云的基础，向企业提供整合的、跨基础设施的服务，还进一步拓展了操作系统的定位，从容器应用到云服务，全面支持企业IT的发展。
基于红帽企业Linux操作系统，企业可整合裸机服务器、 虚拟机、基础设施即服务(IaaS)和平台即服务(PaaS)，以构建一个强大稳健的数据中心环境，满足不断变化的业务需求。针对现代企业IT的异构需求，红帽企业Linux提供了一个整合和统一的平台，让客户平衡当下需求之余，享受跨物理系统、虚拟机和云——即开放混合云环境的计算创新，例如Linux容器和大数据带来的效益。
（2）红帽卫星
红帽卫星是一个综合性解决方案，它通过配置软件分发、补丁和配置管理，以及物理、虚拟和云环境的订阅管理为红帽系统提供完整的生命周期管理，为管理构建、部署、运行和淘汰系统所需的工具提供了单独的管理控制台和方法论。

## 合并和收购
Red Hat首次重大收购发生于1999年7月30日，涉及Delix Computer GmbH-Linux Div，这是德国计算机公司Delix电脑的Linux操作系统部门。
Red Hat于2000年1月11日收购了Cygnus Solutions，这是一家为自由软件提供商业支持的公司——这也是该公司最大的收购，花费67,400万美元。Cygnus的联合创始人Michael Tiemann在此次收购后担任Red Hat的首席技术官。Red Hat在2000年做了最多的收购，共五家公司：Cygnus Solutions、Bluecurve、Wirespeed Communications、Hell's Kitchen Systems和C2Net。2006年6月5日，红帽收购开源软件中间件提供商JBoss，花费42,000万美元并将其整合为Red Hat自己的部门。
1998年12月14日，Red Hat在英特尔与網景收购公司未披露的少数股权时首次撤资。第二年的1999年3月9日，康柏、IBM、戴爾和Novell都在红帽取得了未公开的少数股权。

### 收购
| 日期           | 公司                               | 业务                   | 国家   | 价值（美元） | 参考资料      |
| -------------- | ---------------------------------- | ---------------------- | ------ | ------------ | ------------- |
| 1999年7月13日  | Atomic Vision                      | 网站设计               | 美国   | —            | [ 6 ] [ 7 ]   |
| 1999年7月30日  | Delix Computer GmbH-Linux Div      | 计算机和软件           | 德国   | —            | [ 8 ]         |
| 2000年1月11日  | Cygnus Solutions有限公司           | gcc、gdb、GNU Binutils | 美国   | $674,444,000 | [ 5 ] [ 9 ]   |
| 2000年5月26日  | Bluecurve                          | IT管理软件             | 美国   | $37,107,000  | [ 10 ]        |
| 2000年8月1日   | Wirespeed Communications           | 互联网软件             | 美国   | $83,963,000  | [ 11 ]        |
| 2000年8月15日  | Hell's Kitchen Systems             | 互联网软件             | 美国   | $85,624,000  | [ 12 ]        |
| 2000年9月13日  | C2Net                              | 互联网软件             | 美国   | $39,983,000  | [ 13 ]        |
| 2001年2月5日   | Akopia                             | 电子商务网站           | 美国   | —            | [ 14 ]        |
| 2001年2月28日  | Planning Technologies              | 咨询                   | 美国   | $47,000,000  | [ 15 ]        |
| 2002年2月11日  | ArsDigita                          | 资产和员工             | 美国   | —            | [ 16 ]        |
| 2002年10月15日 | NOCpulse                           | 软件                   | 美国   | —            | [ 17 ]        |
| 2003年12月18日 | Sistina Software                   | GFS、LVM、DM           | 美国   | $31,000,000  | [ 18 ]        |
| 2004年9月30日  | The Netscape Security-Certain Asts | 某些资产               | 美国   | —            | [ 19 ]        |
| 2006年6月5日   | JBoss                              | 中间件                 | 美国   | $420,000,000 | [ 20 ]        |
| 2007年6月6日   | MetaMatrix                         | 信息管理软件           | 美国   | —            | [ 21 ]        |
| 2007年6月19日  | Mobicents                          | 电信软件               | 美国   | —            | [ 22 ]        |
| 2008年3月13日  | Amentra                            | 咨询                   | 美国   | —            | [ 23 ]        |
| 2008年6月4日   | Identyx                            | 软件                   | 美国   | —            | [ 24 ]        |
| 2008年9月4日   | Qumranet                           | KVM、RHEV、SPICE       | 以色列 | $107,000,000 | [ 25 ]        |
| 2010年11月30日 | Makara                             | 企业软件               | 美国   | —            | [ 26 ]        |
| 2011年10月4日  | Gluster                            | GlusterFS              | 美国   | $136,000,000 | [ 27 ]        |
| 2012年6月27日  | FuseSource                         | 企业软件               | 美国   | —            | [ 28 ]        |
| 2012年8月28日  | Polymita                           | 企业软件               | 西班牙 | —            | [ 29 ]        |
| 2012年12月20日 | ManageIQ                           | 业务流程软件           | 美国   | $104,000,000 | [ 30 ]        |
| 2014年1月7日   | The CentOS Project                 | CentOS                 | 美国   | —            | [ 31 ] [ 32 ] |
| 2014年4月30日  | Inktank Storage                    | Ceph                   | 美国   | $175,000,000 | [ 33 ]        |
| 2014年6月18日  | eNovance                           | OpenStack集成服务      | 法國   | $95,000,000  | [ 34 ]        |
| 2014年9月18日  | FeedHenry                          | 移动应用平台           | 愛爾蘭 | $82,000,000  | [ 35 ]        |
| 2015年10月16日 | Ansible                            | 組態管理、业务流程引擎 | 美国   | —            | [ 36 ]        |
| 2016年6月22日  | 3scale                             | API管理                | 美国   | —            | [ 37 ]        |

### 资产剥离
| 日期           | 收购者 | 目标公司 | 目标业务 | 收购国 | 价值（美元） | 参考资料 |
| -------------- | ------ | -------- | -------- | ------ | ------------ | -------- |
| 1998年12月14日 | 英特尔 | Red Hat  | 开源软件 | 美国   | —            | [ 38 ]   |
| 1999年3月9日   | 康柏   | Red Hat  | 开源软件 | 美国   | —            | [ 39 ]   |
| 1999年3月9日   | IBM    | Red Hat  | 开源软件 | 美国   | —            | [ 40 ]   |
| 1999年3月9日   | Novell | Red Hat  | 开源软件 | 美国   | —            | [ 41 ]   |